# 勢いと音量
勢いと音量（いきおいとおんりょう）は、日本のロックバンド。2013年4月結成。

## メンバー
- あひと（ボーカル、ギター）
- 小泉（ドラムス）

## 概要
メンバーそれぞれ同じ大学内で結成された。結成当時は3ピースバンドだったが現在は2ピースバンドとして活動中。
ドラムの捻くれたリズムに泣き叫ぶかのようなギターサウンド、宙に浮くようなメロディアスなボーカルを武器にライブを展開する。2ピースという特殊な編成を武器に静と動を使い分ける。

## 来歴
- 2013年、4月 結成。
- 2014年、1stDEMO　「雨の後」をライブ会場限定発売。
- 2014年、8月自主企画「オルタナティブな験躁」を企画。
- 2014年、2ndDEMO「記憶の中で」を会場限定発売。